# 王爱俭
王爱俭（1954年—），山东烟台人，汉族，中华人民共和国政治人物，第十一届全国人民代表大会天津地区代表。

## 生平
毕业于天津财经学院。民建党员。2008年，当选为全国人大代表。